# Denys N. Coop
Denys N. Coop (* 20. Juli 1920 in Reading; † 16. August 1981 in London) war ein englischer Kameramann.

## Leben
Coop arbeitete als Kameraassistent und Kameramann an zahlreichen, teils auch sehr erfolgreichen Filme wie zum Beispiel Der dritte Mann mit, bis er im Jahr 1960 erstmals als verantwortlicher Chefkameramann eingesetzt wurde. Sein Kamerastil entsprach dem stark dokumentarisch orientierten Free Cinema, das sich in diesen Jahren entwickelte. Coop war für die Kameraarbeit mehrerer Filme von John Schlesinger sowie Lindsay Anderson verantwortlich. Später fotografierte er unter anderen auch Horrorfilme von Roy Ward Baker. Für die Mitarbeit an den visuellen Effekten von Superman wurde Coop 1979 zusammen mit anderen Verantwortlichen mit dem Ehrenoscar ausgezeichnet. In den Jahren 1973 bis 1975 war er Präsident der British Society of Cinematographers.

## Filmografie (Auswahl)
- 1961: Nur ein Hauch Glückseligkeit (A Kind of Loving)
- 1962: Geliebter Spinner (Billy Liar)
- 1962: Lockender Lorbeer (This Sporting Life)
- 1962: Fesseln der Seele (The Mind Benders)
- 1964: Das Verrätertor (The Traitor's Gate)
- 1964: King and Country – Für König und Vaterland (King and Country)
- 1964: Jagd auf blaue Diamanten (Diamond Walkers)
- 1965: Bunny Lake ist verschwunden (Bunny Lake is missing)
- 1966: Arrivederci, Baby!
- 1967: Der doppelte Mann (The Double Man)
- 1969: Ein Jahr als Robinson (My side of the mountain)
- 1970: Der Vollstrecker (The Executioner)
- 1970: John Christie, der Frauenwürger von London (10 Rillington Place)
- 1972: Asylum
- 1972: Wenn die Deiche brechen (The Little Ark)
- 1973: Embryo des Bösen (And Now the Screaming Starts!)
- 1973: In der Schlinge des Teufels (The vault of horror)
- 1975: Nahaufnahmen (Inserts)
- 1975: Unternehmen Rosebud (Rosebud)